# Grammy Latino de 2002
A 3ª edição do Grammy Latino foi realizada no Teatro Dolby em Los Angeles, Califórnia, no dia 18 de setembro de 2002. Alejandro Sanz foi o grande vencedor da noite, ganhando um total de três prêmios, incluindo Álbum do Ano. A cerimônia foi apresentada por Gloria Estefan e Jimmy Smits.

## Categorias
Os vencedores estão em negrito.

### Categorias Gerais
Gravação do Ano
Alejandro Sanz — "Y Sólo Se Me Ocurre Amarte"
- Celia Cruz — "La Negra Tiene Tumbao"
- La Ley — "Mentira"
- Gian Marco — "Se Me Olvidó"
- Carlos Vives — "Déjame Entrar"

Álbum do Ano
Alejandro Sanz — MTV Unplugged
- Miguel Bosé — Sereno
- Celia Cruz — La Negra Tiene Tumbao
- Ivan Lins — Jobiniando
- Carlos Vives — Déjame Entrar

Canção do Ano
Alejandro Sanz — "Y Sólo Se Me Ocurre Amarte"
- Juanes — "A Dios le Pido"
- Andres Castro, Martín Madera & Carlos Vives — "Déjame Entrar" (Carlos Vives)
- Sergio George & Fernando Osorio — "La Negra Tiene Tumbao" (Celia Cruz)
- Miguel Bosé, Lanfranco Ferrario & Massimo Grilli — "Morenamia" (Miguel Bosé)

Artista Revelação
Jorge Moreno
- Cabas
- Circo
- Gian Marco
- Sin Bandera

### Pop
Melhor Álbum Vocal Pop Feminino
Rosario — Muchas Flores
- Ana Belén — Peces de Ciudad
- Cecilia Echenique — Secreta Intimidad
- Mónica Molina — Vuela
- Nicole — Viaje infinito

Melhor Álbum Vocal Pop Masculino
Miguel Bosé — Sereno
- Jorge Drexler — Sea
- Alejandro Lerner — Lerner Vivo
- Gian Marco — A Tiempo
- Marco Antonio Solís — Más de Mi Alma

Melhor Álbum Vocal Pop em Dupla ou Grupo do Ano
Sin Bandera — Sin Bandera
- Amaral — Estrella de mar
- Mamma Soul — Fe
- Presuntos Implicados — Gente
- Supernova — Retráctate

Melhor Álbum Instrumental Pop
Chucho Valdés — Canciones Inéditas
- Gustavo Cerati — +Bien
- Rey Guerra — De Sindo A Silvio
- José Padilla — Navigator
- Roberto Perera — Sensual

### Rap/Hip-Hop
Melhor Álbum de Rap/Hip-Hop
Vico C — Vivo
- Camorra — Vírus
- Nilo MC — Guajiro Del Asfalto
- Nocaute — CD Pirata
- X-Alfonso — X - Moré

### Rock
Melhor Álbum Vocal de Rock Solo
Alejandra Guzmán — Soy
- Celeste Carballo — Celeste Acústica
- León Gieco — Bandidos Rurales
- Miguel Ríos — Miguel Ríos y las estrellas del rock latino
- Luis Alberto Spinetta — Silver Sorgo

Melhor Álbum Vocal de Rock de Dupla ou Grupo
La Ley — La Ley MTV Unplugged|MTV Unplugged
- Babasónicos — Jessico
- Circo — No Todo Lo Que Es Pop Es Bueno
- Elefante — El Que Busca Encuentra
- Kinky — Kinky

Melhor Música Rock
- Juanes — "A Dios le Pido"
- Reyli Barba & Rafael López — "Así Es La Vida" (Elefante)
- Luis Alberto Spinetta — "El Enemigo"
- León Gieco & Luis Gurevich — "Idolo De Los Quemados" (León Gieco)
- Beto Cuevas — "Mentira" (La Ley)

### Tropical
Melhor Álbum de Salsa
Celia Cruz — La Negra Tiene Tumbao
- Marc Anthony — Libre
- El Gran Combo de Puerto Rico — Nuevo Milenio, El Mismo Sabor
- Giro — Mi Nostalgia
- Tito Rojas — Quiero Llegar A Casa

Melhor Álbum de Merengue
Olga Tañón — Yo Por Ti
- Eddy Herrera — Atrevido
- Los Toros Band — Pa' La Calle
- Kinito Méndez — A Palo Limpio
- Fernando Villalona — Mal Acostumbrado

Melhor Álbum de Música Tropical - Contemporâneo
Carlos Vives — Déjame Entrar
- Felix D'Oleo — Frutos
- Celso Piña — Barrio Bravo
- Síntesis — Habana A Flor De Piel
- Vocal Sampling — Cambio De Tiempo

Melhor Álbum de Música Tropical ‑ Tradicional
Bebo Valdés Trio com Israel López "Cachao" & Carlos "Patato" Valdés — El Arte del Sabor
- Nelson González — Pa' Los Treseros
- Totó la Momposina — Pacantó
- Vários Artistas — Cuban Masters - Los Originales
- Charlie Zaa — De Un Solo Sentimiento

Melhor Canção Tropical
Andrés Castro, Martín Madera & Carlos Vives — "Déjame Entrar" (Carlos Vives)
- Gustavo Arenas & Jorge Luis Piloto — "Como Olvidar" (Olga Tañón)
- Jandy Feliz — "La Pasión"
- Julio Castro — "Me Liberé" (El Gran Combo de Puerto Rico)
- Omar Alfanno — "Pueden Decir" (Gilberto Santa Rosa)

### Música Regional Mexicana
Melhor Álbum de Música Ranchera
Vicente Fernández — Más Con El Número Uno
- Pepe Aguilar — Lo Mejor De Nosotros
- Ana Bárbara — Te Regalo La Lluvia
- Aida Cuevas — Enhorabuena
- Alejandro Fernández — Orígenes

Melhor Álbum de Banda
Cuisillos de Arturo Macias — Puras Rancheras Con Cuisillos
- Banda Machos — A Prueba De Balas
- Banda Pachuco — Quedate Conmigo
- Jenni Rivera — Se las Voy a Dar a Otro
- Thalía — Thalía con banda: Grandes éxitos

Melhor Álbum de Música Grupera
Joan Sebastian — Lo Dijo El Corazon
- Grupo Bryndis — En El Idioma Del Amor
- Guardianes Del Amor — Muriendo De Frio
- Los Mismos — Perdón Por Extrañarte
- Priscila & Sus Balas De Plata — Para Mi Amor

Melhor Álbum de Música Tejano
Jimmy González & El Grupo Mazz — Siempre Humilde
- David Lee Garza & Los Musicales — Estamos Unidos
- Ram Herrera — Ingrata
- La Mafia — Inconfundible
- Los Desperadoz — Desde El Corazón

Melhor Álbum de Música Nortenha
Ramón Ayala & Sus Bravos del Norte — El Número Cien
- Atrapado — Muevete Muevete Mas
- Intocable — Sueños
- Los Huracanes del Norte — Mensaje De Oro
- Los Palominos — Un Poco Más

Melhor Canção Regional Mexicana
Freddie Martínez — "Del Otro Lado Del Porton" (Ramón Ayala y Sus Bravos del Norte)
- Jimmy González — "Ahora Que Hago Sin Ti" (Jimmy González & El Grupo Mazz)
- Joan Sebastian — "Apuesto" (Pepe Aguilar)
- Joan Sebastian — "Manantial De Llanto"
- Sylvia Ivañez & Bebu Silvetti — "Siempre Te Amaré" (Aida Cuevas)

### Tradicional
Melhor Álbum de Folk
Susana Baca — Lamento Negro
- Berrogüetto — Hepta
- Kepa Junkera — Maren
- Petrona Martínez — Bonito Que Canta
- Lázaro Ros — Orisha Ayé. Shangó

Melhor Álbum de Tango
Sérgio & Odair Assad — Sérgio & Odair Assad Play Piazzolla
- Adrián Iaies — Tango Reflections
- Raul Jaurena — Tango Bar
- Néstor Marconi — Sobre Imágenes
- Julia Zenko — Tango Por Vos

Melhor Álbum Flamenco
Antonio Núñez — Mis 70 Años Con El Cante
- Remedios Amaya — Sonsonete
- Arcángel — Arcángel
- Diego El Cigala — Corren Tiempos De Alegría
- Martirio — Mucho Corazón

### Jazz
Melhor Álbum de Jazz Latino
Gonzalo Rubalcaba Trio — Supernova
- Richie Beirach, Gregor Huebner & George Mraz — Round About Federico Mompou
- William Cepeda — Expandiendo Raices/Branching Out
- Charlie Haden — Nocturne
- Omar Sosa — Sentir

### Cristã
Melhor Álbum de Música Cristã
Padre Marcelo Rossi — Paz - Ao Vivo
- Ileana Garcés — El Amor Tiene Un Valor
- Roberto Orellana — Mi Nuevo Amor
- Rabito — Viva La Vida
- 33 DC — Ven, Es Tiempo de Adorarle

### Língua Portuguesa
Melhor Álbum de Pop Contemporâneo Brasileiro
Lenine — Falange Canibal
- Bossacucanova & Roberto Menescal — Brasilidade
- Zélia Duncan — Sortimento
- Otto — Condom Black
- Ivete Sangalo — Festa

Melhor Álbum de Rock Brasileiro
Cássia Eller — Acústico MTV
- Arnaldo Antunes — Paradeiro
- CPM 22 — CPM 22
- Roberto Frejat — Amor Pra Recomeçar
- Los Hermanos — Bloco do Eu Sozinho

Melhor Álbum de Samba/Pagode
Zeca Pagodinho — Deixa a Vida Me Levar
- Martinho da Vila — Da Roca e da Cidade
- Claudio Jorge — Coisa de Chefe
- Riachão — Humanenochum
- Nelson Sargento — Flores em Vida

Melhor Álbum de MPB
Chico Buarque & Edu Lobo — Cambaio
- Dori Caymmi — Influencias
- Celso Fonseca & Ronaldo Bastos — Juventude/Slow Motion Bossa Nova
- Guinga — Cine Baronesa
- Ed Motta — Dwitza

Melhor Álbum de Música Sertaneja
Bruno & Marrone — Acústico – Ao Vivo
- Zezé di Camargo & Luciano — Zezé di Camargo e Luciano
- Marlon & Maicon — Marlon e Maicon
- Rio Negro & Solimões — So Alegria
- Trio Parada Dura — Brilhante

Melhor Álbum Raízes Brasileiras/Regional
Gilberto Gil — São João Vivo
- As Galvão — Nois e a Viola
- Caju & Castanha — Andando de Coletivo
- Heraldo do Monte — Viola Nordestina
- Dominguinhos — Lembrando Voce

Melhor Canção Brasileira
Dori Caymmi & Paulo César Pinheiro — "Saudade de Amar" (Nana Caymmi)
- Celso Fonseca & Ronaldo Bastos — "A Voz do Coração"
- Arnaldo Antunes & Pepeu Gomes — "Alma" (Zélia Duncan)
- Eri do Cais & Serginho Meriti — "Deixa a Vida Me Levar" (Zeca Pagodinho)
- Riachão — "Va Morar com o Diabo" (Cássia Eller)

### Infantil
Melhor Álbum Infantil Latino
Xuxa — Só Para Baixinhos 2
- Belinda — Cómplices al Rescate
- Chiquititas — Chiquititas Vol. 7
- Melody — De Pata Negra
- Miliki — Navidades Animadas

### Clássica
Melhor Álbum de Música Clássica
Quarteto Amazonia — Adiós Nonino - Quarteto Amazônia Toca Astor Piazzolla
- Pablo Roberto Diemecke & Jorge Federico Osorio — Chávez: Conciertos Para Violin y Piano
- María Guinand — Golijov: La Pasión Según San Marcos
- Luiz De Moura Castro & María José Montiel — Modinha - Brazilian Songs
- Cuarteto Latinoamericano — Villa-Lobos: String Quartets, Vol. 6

### Produção
Melhor Engenharia de Som
Andrés Bermúdez, Joel Numa & Silvio Richetto — Alexandre Pires (Alexandre Pires)
- Jon Fausty — Cambio De Tiempo (Vocal Sampling)
- Jorge "Mosquito" Garrido, Facundo Rodríguez, Ricardo Troilo & Alvaro Villagra — Lerner Vivo (Alejandro Lerner)
- Moogie Canazio — Sandy & Junior (Sandy & Junior)
- Gerónimo Labrada, Jr. & X-Alfonso — X-Moré (X-Alfonso)

Produtor do Ano
Kike Santander
- Humberto Gatica
- Sebastian Krys
- Gerónimo Labrada, Jr. & X-Alfonso
- Ana Lourdes Martínez Nodarse

### Vídeo Musical
Melhor Clipe
Shakira — "Suerte"
- Celia Cruz — "La Negra Tiene Tumbao"
- Juanes — "A Dios le Pido"
- Paulina Rubio — "Yo No Soy Esa Mujer"
- Carlos Vives — "Déjame Entrar"